# Unión Nacional de Ciudadanos Éticos
La Unión Nacional de Ciudadanos Éticos, más conocida por sus siglas UNACE es un partido político de Paraguay de tendencias nacionalista y de extrema derecha.

## Historia
Fue fundado en el 2002 por Lino Oviedo, como el sucesor de la Unión Nacional de Colorados Éticos, movimiento interno del Partido Colorado, que salió del partido después que el tribunal partidario no reconociera la victoria de Oviedo en las elecciones internas de 1997.
En las elecciones generales de Paraguay de 2003, el UNACE presentó como candidato a la presidencia a Guillermo Sánchez Guffanti. Obtuvo 7 senadores y 10 diputados en el Congreso de la Nación.
En las elecciones generales de 2008, el UNACE presentó a su fundador Oviedo como candidato a presidente, y obtuvo su mejor desempeño en una elección presidencial obteniendo este el 21.98% de los votos, quedando detrás de Fernando Lugo, y Blanca Ovelar. El partido obtuvo 9 senadores y 15 diputados.
En las elecciones generales de 2013, el UNACE pretendía presentar de nuevo a Oviedo como candidato presidencial, sin embargo, Oviedo murió en febrero de ese año en un accidente de helicóptero, por lo que el UNACE presentó a su sobrino, también llamado Lino Oviedo, como candidato a presidente. Este obtuvo el 0.8% de los votos, quedando en el 6.º puesto. El partido obtuvo 2 senadores y 2 diputados.
En las elecciones municipales de 2015, el UNACE obtuvo 3 de las 250 intendencias y 75 de los 1640 concejales municipales, siendo entonces el 3.º partido con más intendencias.
En las elecciones generales de 2018, el UNACE no presentó candidatos a la presidencia y no apoyo a ninguna chapa presidencial. Obtuvo solo 1 senador y 1 concejal de departamental en el Departamento de Presidente Hayes.